# Železniční trať Podkowa Leśna Główna – Milanówek Grudów
Železniční trať Podkowa Leśna Główna – Milanówek Grudów (v Polsku označená číslem 48) je jednokolejná elektrifikovaná železniční trať o délce 2,8 km. Provoz na ní byl zahájen v roce 1936 pod názvem Elektryczna Kolej Dojazdowa. Jedná se o odbočku železniční trati Warszawa Śródmieście WKD – Grodzisk Mazowiecki Radońska (v Polsku označená číslem 47) spojující města Podkowa Leśna a Milanówek, která se nacházejí jihozápadně od Varšavy, v Mazovském vojvodství.
Trať původně končila ve stanici Milanówek WKD, avšak se změnou vozového parku v letech 1971 - 1972, vyžadující větší poloměr oblouků, byla trať uzavřena a zlikvidována.